# Headlines and Deadlines - The Hits of a-ha
Headlines and Deadlines The Hits of a-ha è la prima raccolta degli a-ha ed è stata pubblicata nel 1991.
Contiene i successi della band norvegese più la canzone inedita Move to Memphis.

## Tracce
1. Take on Me
2. Cry Wolf
3. 'Touchy!
4. You Are the One (Remix)
5. Manhattan Skyline
6. The Blood That Moves the Body
7. Early Morning
8. Hunting High and Low (Remix)
9. Move to Memphis(Inedito)
10. I've Been Losing You
11. The Living Daylights
12. Crying in the Rain
13. I Call Your Name
14. Stay on These Roads
15. Train of Thought (Remix)
16. The Sun Always Shines on T.V.